# 1960 a tudományban
Az 1960. év a tudományban és a technikában.

## Díjak
- Nobel-díjak
  - Fizikai Nobel-díj: Donald Arthur Glaser
  - Fiziológiai és orvostudományi Nobel-díj: Frank Macfarlane Burnet, Peter Medawar
  - Kémiai Nobel-díj: Willard F. Libby

## Születések
- augusztus 28. – Leroy Chiao amerikai űrhajós
- október 18. – Craig Mello Nobel-díjas (megosztva) amerikai molekuláris biológus
- december 2. – Anders Hejlsberg dán szoftvermérnök, a Turbo Pascal eredeti szerzője, a Delphi fő tervezőmérnöke

## Halálozások
- február 7. – Igor Vasziljevics Kurcsatov orosz, szovjet fizikus, a szovjet atomkutatás „generálisa” (* 1903)
- február 20. – Leonard Woolley angol régész, a mezopotámiai Ur városának feltárója (* 1880)
- március 11. – Roy Chapman Andrews amerikai felfedező és természettudós (* 1884)
- április 24. – Max von Laue Nobel-díjas német fizikus (* 1879)
- június 20. – André Patry francia csillagász (* 1902)
- augusztus 18.– Carlo Emilio Bonferroni olasz matematikus (* 1892)
- december 21. – Eric Temple Bell skót matematikus, róla nevezték el a Bell-számot (* 1883)